# Bird Box
Bird Box (titulada: Bird Box: A ciegas en Hispanoamérica y simplemente como A ciegas en España) es una película posapocalíptica de suspenso y terror estadounidense estrenada en la plataforma de streaming Netflix el 22 de diciembre de 2018. La película está basada en la novela de Josh Malerman de título homónimo publicada en 2014, y con guion de Eric Heisserer, candidato a los Premios Óscar por el libreto de La llegada (2016). El filme está protagonizado por Sandra Bullock, Trevante Rhodes, Sarah Paulson, Tom Hollander y John Malkovich, bajo la dirección de Susanne Bier.

## Argumento
Una mujer llamada Malorie y dos niños navegan río abajo con los ojos vendados para llegar a un refugio, después de que unas fuerzas extrañas invadieran, y se encuentren provocando suicidios masivos alrededor del mundo, generando caos y disminuyendo la población.
La película narra la historia en analepsis, es decir, en forma retrospectiva, mostrando los acontecimientos actuales con los sucesos pasados desde el inicio de la invasión global. Las criaturas o fuerzas que irrumpen en la Tierra, le muestra 
a cada persona sus peores miedos, cuando éstas le observan visualmente en el exterior, dónde se halla el fenómeno, provocando un comportamiento imperioso, adictivo al suicidio y a la autolesión.
Malorie, estando embarazada, intenta huir de la amenaza y buscar refugio, con lo que logra adentrarse con otras personas en la casa de un vecino, ya que estando refugiados o en una vivienda, y con las ventanas cubiertas para no mirar hacia afuera, pueden quitarse la venda y estar a salvo, puesto que las fuerzas sólo están en el exterior. Estando todos en la casa, empiezan a vivir experiencias para tratar de sobrevivir. El fenómeno, al parecer, no afecta a ciertas personas con trastornos mentales, quienes pueden mirar directamente, sin embargo, algunos de estos se ha unido para ir por las calles y obligar a los demás a que observen dicho fenómeno, por lo que ahora estos también son una amenaza para Malorie y el resto, quienes pelearán intentando salvar sus vidas.

## Reparto
- Sandra Bullock como Malorie Hayes.
- Trevante Rhodes como Tom.
- John Malkovich como Douglas.
- Jacki Weaver como Cheryl.
- Rosa Salazar como Lucy.
- Danielle Macdonald como Olympia.
- Lil Rel Howery como Charlie.
- Sarah Paulson como Jessica Hayes.
- Tom Hollander como Gary.
- Colson Baker como Félix.
- BD Wong como Greg.
- Pruitt Taylor Vince como Rick.
- Vivien Lyra Blair como "Niña".[3] / Olympia
- Julian Edwards como "Niño" / Tom.
- Parminder Nagra como Dra. Lapham
- Rebecca Pidgeon como Lydia.
- Amy Gumenick como Samantha.
- Taylor Handley como Jason.
- Happy Anderson como el Hombre del río.
- David Dastmalchian como el Merodeador que silba.

## Producción
En julio de 2017 se anunció que Sandra Bullock encabezaría el reparto de la nueva producción de Netflix, basada en la novela Bird Box, escrita por Josh Malerman y publicada en 2014. En octubre de ese mismo año se confirmó que John Malkovich se unía al proyecto en un personaje aún sin especificar. También en el mes de octubre la revista Variety publicó que Sarah Paulson, Jacki Weaver y Trevante Rhodes, entre otros, se unían al elenco. Por último, en noviembre de 2017, se anunció que el rapero Machine Gun Kelly y el actor David Dastmalchian aparecerían en la película.
El rodaje tuvo lugar principalmente en California, en ciudades como Los Ángeles y Crescent City.

## Lanzamiento y recepción
El filme se estrenó en la plataforma de streaming Netflix el 21 de diciembre de 2018. La crítica especializada está dividida con respecto a "Bird Box". Una parte halaga el trabajo de Sandra Bullock, otra cree que ni siquiera su actuación salva a la película.
En 2023 se estrenó un spin-off de la película ambientado en Barcelona (España), titulada Bird Box Barcelona, protagonizada por Mario Casas y con los hermanos David y Álex Pastor como directores.